# Exec Shield
Pour les articles homonymes, voir Shield.
Exec Shield est un projet démarré à la fin 2002 visant à réduire le risque des attaques automatiques à distance sur des systèmes Linux. Le premier résultat a été un correctif de sécurité pour le noyau Linux émulant le bit NX sur les processeurs x86.
Il a été développé par Ingo Molnar, de Red Hat et est utilisé par les distributions Fedora (à partir de la version 1) et Red Hat Enterprise Linux.
Aucune recompilation n'est nécessaire pour bénéficier des apports d'Exec Shield, mais certaines applications peuvent être rendues non compatibles.

## Apports d'Exec Shield
Exec Shield apporte différentes fonctionnalités, :
- Sur les processeurs x86, la pile est rendue non exécutable, évitant ainsi l'injection de code malveillant.
- Ajout de randomisation (pour partie intégré dans le noyau officiel).
- Les fichiers maps du système de fichier procfs, ne sont lisibles que par le propriétaire du processus. Cela permet d'éviter de récupérer des informations sur la position de la pile et des bibliothèques.